# Estado de emergencia

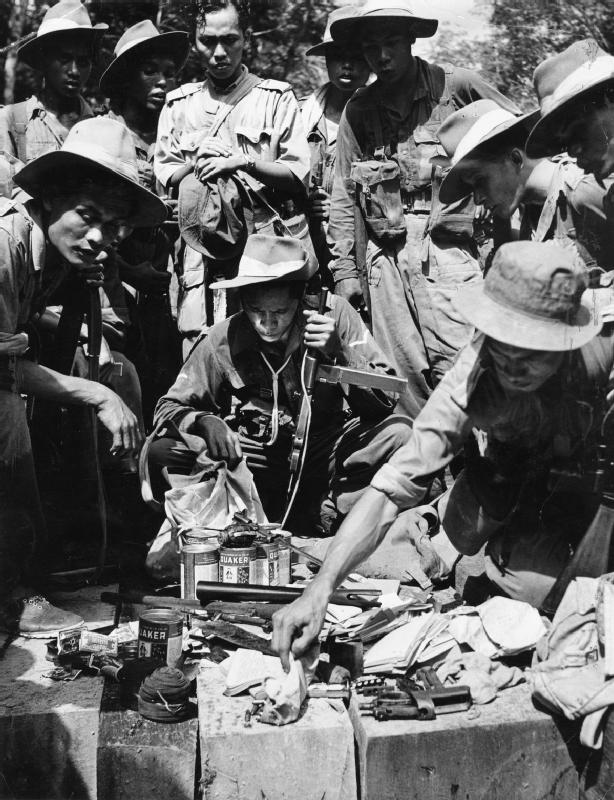
Miembros del Regimiento Real Malayo durante la Emergencia Malaya en 1949, inspeccionando el equipo capturado en una redada.

El estado de emergencia o estado de excepción es uno de los regímenes de excepción que puede dictar el gobierno de un país en situaciones excepcionales. Este estado de emergencia se dicta, generalmente, en caso de perturbación de la paz o del orden interno de un Estado, ya sea a consecuencia de catástrofes, brotes de enfermedades contagiosas, graves circunstancias políticas o civiles que afectan e impiden la vida normal de una comunidad, región o país.
Durante este llamado régimen de excepción, el gobierno hace la función de hacer una de reserva de  el poder de restringir o suspender el ejercicio de algunos derechos ciudadanos en virtud de la defensa o seguridad nacional. Los derechos restringidos pueden ser los relativos a la libertad y seguridad personales, la inviolabilidad de domicilio y la libertad de reunión y de tránsito; en los sistemas democráticos, la Constitución prevé un papel del Parlamento en su convocatoria y en su conclusión. Durante ese estado las fuerzas armadas de un país pueden asumir el control de orden interno.
En Biopolítica el estado de excepción está fuertemente vinculado al término nuda vida, que es muy estudiado por Giorgio Agamben, este hace referencia a la vida que cualquiera puede dar muerte. La excepción marca a los enemigos del estado que al mismo tiempo representan una amenaza social, convirtiéndolos en sujetos de la nuda vida, es decir que pueden ser perseguidos, capturados y violentados porque están excluidos de las norma general.

## Uso y puntos de vista
Aunque es bastante infrecuente en las democracias, dictatorial los regímenes a menudo declaran un estado de emergencia que se prolonga indefinidamente durante la vida del régimen, o durante largos períodos de tiempo para que las derogaciones puedan ser utilizadas para anular derechos humanos de sus ciudadanos generalmente protegidos por el Pacto Internacional de Derechos Civiles y Políticos (PIDCP).  En algunas situaciones, también se declara la ley marcial, lo que permite a los militares una mayor autoridad para actuar. En otras situaciones, no se declara la emergencia y se adoptan medidas de facto o decretos ley por parte del gobierno. Nicole Questiaux (Francia) y Leandro Despouy (Argentina), dos Relatores Especiales de las Naciones Unidas consecutivos, han recomendado a la comunidad internacional que adopte los siguientes "principios" que deben observarse durante un estado o situación de emergencia de facto: Principios de legalidad, proclamación, notificación, limitación temporal, amenaza excepcional, proporcionalidad, no discriminación, compatibilidad, concordancia y complementariedad de las diversas normas del derecho internacional (cf. "Cuestión de los derechos humanos y estado de excepción", E/CN.4/Sub.2/1997/19, en el capítulo II; véase también état d'exception).
El artículo 4 del Pacto Internacional de Derechos Civiles y Políticos permite a los Estados suspender ciertos derechos garantizados por el Pacto en "situaciones excepcionales". Sin embargo, cualquier medida que suspenda las obligaciones derivadas del Pacto debe limitarse a lo que exija la situación y debe ser anunciada por el Estado Parte al secretario general de las Naciones Unidas. El Convenio Europeo de Derechos Humanos y la Convención Americana sobre Derechos Humanos tienen disposiciones derogatorias similares. No se permite ninguna derogación a los Convenios Internacionales del Trabajo.
Algunos, tales como el teórico político y miembro del Partido Nazi Carl Schmitt, han argumentado que el poder para decidir el inicio del estado de excepción define la soberanía misma. En State of Exception (2005), Giorgio Agamben criticó esta idea, argumentando que el mecanismo del estado de excepción priva a ciertas personas de sus derechos civiles y políticos, produciendo su interpretación del homo sacer'.

### Graduación
En muchos estados democráticos existe una selección de definiciones de legal para estados de emergencia específicos, cuando la constitución del Estado queda parcialmente en suspenso dependiendo de la naturaleza de la amenaza percibida para el público en general. Por orden de gravedad, pueden ser:
- Ley marcial: cuando los derechos civiles están severamente restringidos por la imposición de fuerza militar dentro de un Estado soberano, por ejemplo durante un periodo de amenaza extrema de invasión u hostilidades reales por parte de fuerzas extranjeras.
- Estado de sitio: cuando es probable que se restrinjan los derechos civiles de determinadas personas o grupos, como activistas políticos, por ejemplo para impedir una insurrección o actos organizados de traición por parte de presuntos agentes provocadores.
- Emergencia civil: se trata de zonas de catástrofes y requiere el despliegue de recursos extraordinarios para contener situaciones peligrosas como catástrofes naturales o extensos daños materiales maliciosos como los que pueden producirse durante disturbios o por incendios provocados. Además de los servicios de emergencia ordinarios, en ocasiones pueden asignarse fuerzas militares para prestar ayuda en condiciones peligrosas o para evitar saqueos.

### Abuso
Se puede abusar del estado de excepción al invocarlo. Un ejemplo sería permitir a un Estado reprimir la oposición interna sin tener que respetar los derechos humanos. Un ejemplo fue el intento de golpe de Estado de agosto de 1991 en la Unión Soviética (URSS), donde los golpistas invocaron el estado de excepción; el fracaso del golpe condujo a la disolución de la Unión Soviética.
Las derogaciones por parte de Estados que han ratificado o se han adherido a acuerdos internacionales vinculantes como el PIDCP, la Americana y el Convenio Europeo de Derechos Humanos y los Convenios Internacionales del Trabajo son supervisadas por comités de expertos independientes, tribunales regionales y otros Estados Partes.

## Regulación por país

### Alemania
La Constitución de Weimar (1919-1933) permitía estados de excepción en virtud del Artículo 48 para hacer frente a rebeliones. El artículo 48 se invocó a menudo durante los 14 años de vida de la República de Weimar, a veces sin más motivo que permitir al gobierno actuar cuando no era capaz de obtener unamayoría parlamentaria.
Tras el 27 de febrero de 1933, Incendio del Reichstag, atentado achacado al comunistas, Adolf Hitler declaró el estado de excepción utilizando el artículo 48, y luego hizo firmar al presidente Paul von Hindenburg el Decreto sobre el incendio del Reichstag, que suspendía algunas de las libertades civiles básicas previstas en la Constitución de Weimar (como el habeas corpus, la libertad de expresión, la libertad de reunión o la privacidad de las comunicaciones) durante toda la duración del Tercer Reich.  El 23 de marzo, el Reichstag promulgó la Ley Habilitante de 1933 con la mayoría de dos tercios necesaria, lo que permitió al canciller Adolf Hitler y a su gabinete promulgar leyes sin participación legislativa. La Constitución de Weimar nunca fue derogada por la Alemania nazi, pero quedó inoperante tras la aprobación de la Ley Habilitante. Estas dos leyes implementaron la Gleichschaltung, la institución de totalitarismo de los nazis.
En la República Federal de Alemania de posguerra, las Leyes de Emergencia establecen que algunos de los derechos constitucionales básicos de la [[Ley Fundamental de la República Federal de Alemania]|Ley Fundamental]] pueden limitarse en caso de Estado de Defensa, estado de tensión o estado de emergencia o desastre (catástrofe) interno. Estas enmiendas a la Constitución se aprobaron el 30 de mayo de 1968, a pesar de la feroz oposición de la llamada oposición extraparlamentaria (véase Movimiento estudiantil alemán para más detalles).

### Chile
De acuerdo al artículo 40 2° de la Constitución Política de Chile y la Ley N°18.415 Ley Orgánica Constitucional de los Estados de Excepción, uno de los tipos de Estados de Excepción Constitucional es el estado de emergencia, que es dictado por el Presidente de la República en caso de grave alteración del orden público o de grave daño para la seguridad de la Nación. Este estado puede ser declarado en todo o en parte del territorio nacional y no puede exceder de un plazo de quince días. Sin perjuicio de que el presidente de la República pueda prorrogar por igual período.
El Jefe de Defensa Nacional, designado por el presidente de la república, es quien asume las zonas respectivas definidas bajo el estado de emergencia. Este tiene como obligaciones asumir la dirección y supervigilancia de su jurisdicción con las atribuciones y deberes que la ley señale, asumir el mando de las Fuerzas Armadas y de Orden y Seguridad Pública que se encuentren en la zona, controlar la entrada y salida de la zona y el tránsito en ella, establecer condiciones para la celebración de reuniones en lugares de uso público, y poseer autoridad constitucional para limitar los derechos de libre tránsito y libre reunión.

### Colombia
En Colombia existe el estado de "Desastre Colombiano", el cual se ha aplicado en situaciones como el brote de gripe porcina de 2009 (virus AH1N1), cuando se presentaron más de 12 casos sospechosos de infección con el virus, y asimismo se registró la primera muerte el 10 de junio de 2009. El estado de emergencia se aplicó durante el colapso de varias pirámides en las cuales millares de ciudadanos perdieron su dinero a través de ésta estafa.
No obstante el presidente Iván Duque el pasado 17 de marzo de 2020 decretó el estado de emergencia debido a la Pandemia por COVID-19.

### España
En España, hay tres grados de estados de emergencia o regímenes de excepción, que son desde el menos restrictivo al más restrictivo: estado de alarma, estado de excepción y estado de sitio. Están recogidos en la Constitución (artículo 116), la cual limita los derechos que pueden ser suspendidos. Sin embargo, su regulación está establecida por la Ley Orgánica 4/1981.
Información sobre el tema del Ministerio de Defensa.
Durante estos estados no puede disolverse el Congreso. Los demás poderes constitucionales del Estado no pueden tampoco interrumpirse. Si el Congreso estuviera disuelto o hubiera expirado su mandato, las competencias del Congreso serían asumidas por su Diputación Permanente. La declaración de los estados de alarma, de excepción y de sitio no modifican el principio de responsabilidad del Gobierno y de sus agentes reconocidos en la Constitución y en las leyes.

### Perú
En Perú, el estado de emergencia es dictado por el Presidente de la República con acuerdo de su Consejo de Ministros con cargo de dar cuenta al Congreso de la República. Este estado puede ser declarado en todo o en parte del territorio nacional y no puede exceder de un plazo de sesenta días. Transcurrido ese plazo, mediante nuevo decreto, el presidente puede prorrogar el estado. No existe límite de prórrogas. Los derechos que se pueden restringir son:
- Libertad de movilización
- Libertad de tránsito
- Libertad de reunión
- Inviolabilidad de las comunicaciones
- Inviolabilidad del domicilio
- Detención por orden de juez

### Argentina
En Argentina, donde se lo denomina estado de sitio, está regido por el artículo 23 de la Constitución, que se propone en caso de "conmoción interior o ataque exterior que pongan en peligro el ejercicio de la constitución y las autoridades creadas por ella" (art. 23).

### El Salvador
En El Salvador, un régimen de excepción se  aprueba mayormente por una tasa de homicidios, un ejemplo serían los hechos que occurieron en el 25 al 27 de marzo de 2022, donde 88 personas fueron asesinadas en el país.